# Liste der Naturdenkmale in Schauren (bei Idar-Oberstein)
Die Liste der Naturdenkmale in Schauren nennt die im Gemeindegebiet von Schauren ausgewiesenen Naturdenkmale (Stand 15. Juli 2013).

## Naturdenkmale
| Nr.         | Bezeichnung      | Lage                         | Beschreibung          | Bild                                    |
| ----------- | ---------------- | ---------------------------- | --------------------- | --------------------------------------- |
| ND-7134-442 | Zwei alte Linden | Hauptstraße, bei Nr. 21 Lage | Tilia sp., zwei Bäume | Direkt Bild zu diesem Denkmal hochladen |
| ND-7134-443 | Zwei alte Linden | Talstraße, bei Nr. 11 Lage   | Tilia sp., zwei Bäume | Direkt Bild zu diesem Denkmal hochladen |